# مارمولک‌ها (فیلم)
مارمولک‌ها (ایتالیایی: I basilischi) فیلمی کمدی-درام به کارگردانی لینا ورتمولر است که در سال ۱۹۶۳ منتشر و در شصت و پنجمین دورهٔ جشنواره فیلم ونیز اکران شد. از بازیگران این فیلم می‌توان به استفانو ساتا فلورس و فلورا کارابلا اشاره کرد. نسخهٔ بازسازی‌شده‌ای از این فیلم با وضوح وضوح ۴کی در دسامبر ۲۰۲۳ در موزه هنر مدرن به‌نمایش درآمد.